# Unión polaco-lituana

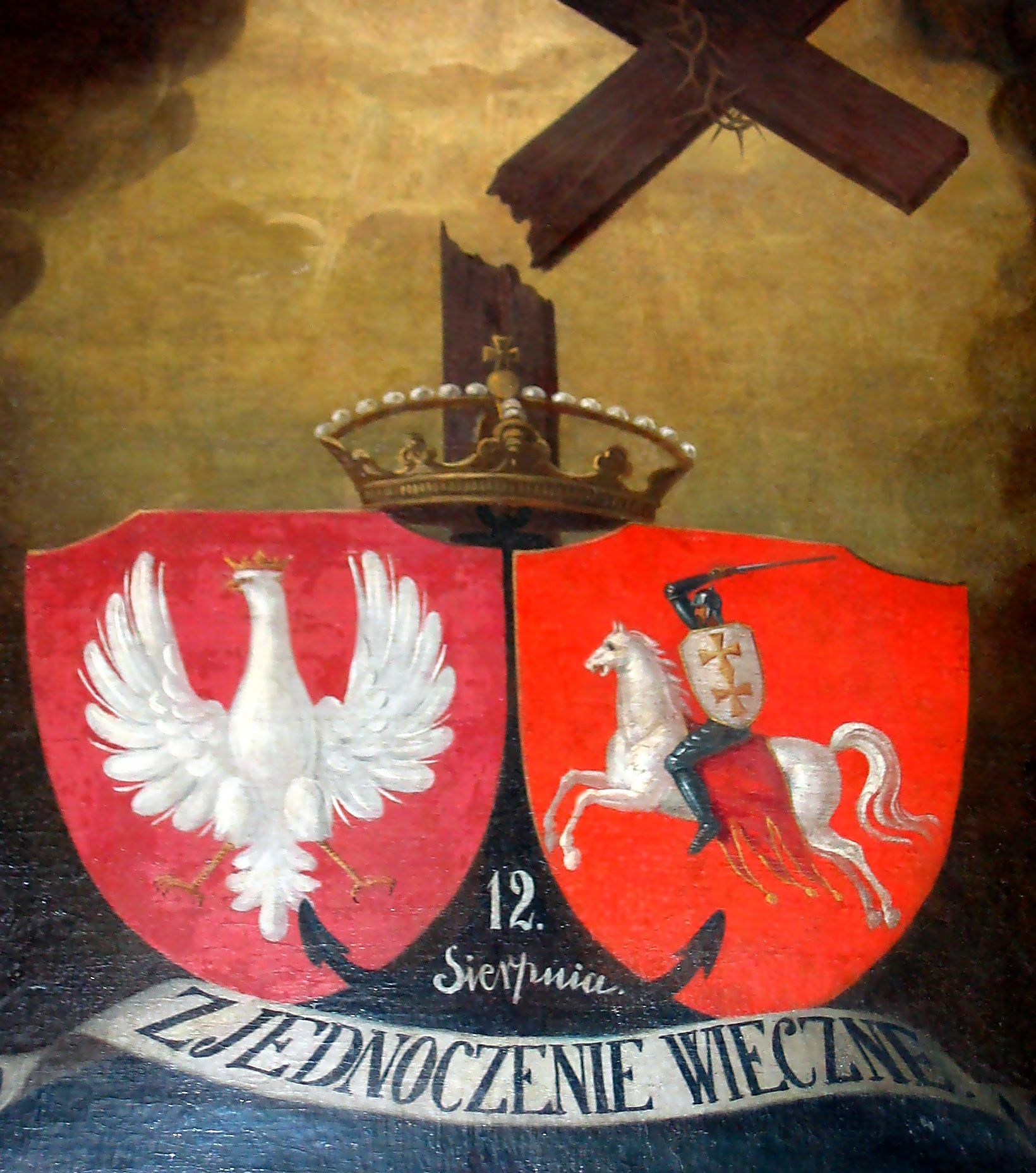
Cuadro conmemorativo de la unión polaco-lituana; ca. 1861. El lema dice "Unión eterna".

La unión polaco-lituana fue una relación creada por una serie de actos y alianzas entre la Corona del Reino de Polonia y el Gran Ducado de Lituania que se prolongó desde 1385 y condujo a la creación de la Mancomunidad polaco-lituana, también conocida como «República de las Dos Naciones», en 1569, y finalmente a la creación de un Estado unitario en 1791. 

## Historia
Entre los acontecimientos históricos importantes figuran:
- 1385 – Unión de Krewo, una unión personal que llevó al Gran Duque de Lituania, Jogaila, al trono polaco como resultado de su matrimonio con Jadwiga de Polonia en febrero de 1386.
- 1401 – Unión de Vilna y Radom, que fortaleció la unión polaco-lituana [1]
- 1413 – Unión de Horodło, un tratado que obligaba a los nobles polacos y lituanos a organizar congresos para resolver cuestiones de interés común. [2] El tratado, que era esencialmente una unión heráldica, otorgaba muchos derechos a la nobleza lituana .
- 1432 (1432–34) – Unión de Grodno, un intento declarativo de renovar una unión más estrecha.
- 1499 – Unión de Cracovia y Vilna, que se convirtió en una unión dinástica y se reconocía la soberanía de Lituania, y se describían las relaciones entre ambos Estados.
- 1501 – Unión de Mielnik, una renovación de la unión personal
- 1 de julio de 1569 – Unión de Lublin, una unión real que dio como resultado la creación de la República semifederal y semiconfederal de las Dos Naciones (Mancomunidad de Polonia-Lituania).
- 3 de mayo de 1791 – Constitución polaca del 3 de mayo de 1791 : abolió la monarquía electiva y la convirtió en una monarquía hereditaria y estableció un estado común, la Rzeczpospolita Polska (Mancomunidad Polaca), en su lugar. La Garantía Recíproca de Dos Naciones modificó los cambios haciendo hincapié en la continuidad del estatus binacional del Estado. Los cambios se revirtieron por completo en 1792, bajo la presión del Imperio ruso. En cualquier caso, las dos particiones llevadas a cabo por Berlín y San Petersburgo (en 1793 y 1795) condujeron al colapso final de la Mancomunidad.